# عائلة مقدم
عائلة مقدم (المعروفة أيضًا باسم قبيلة مقدم) هي قبيلة وعائلة تركية تتركز في مدينة مراغة الإيرانية. أنشأه الملك الصفوي شاه عباس الأول (حكم. 1588–1629) كجزء من سياسته لإعادة توزيع الأراضي وكذلك إعادة هيكلة الهياكل الحكومية والقبلية الإقليمية.
كانت عائلة المقدم في الأصل عشيرة من قبيلة أوتوزيكي في قرع باغ. عُين غازي سلطان، الذي خدم الشاه عباس الأول في عهده كأمير، زعيمًا للمقدم. أفاد المؤرخ الإيراني والمسؤول فضلي أصفهاني الخوزاني [الإنجليزية] أن عائلة المقدم كانت تضم في البداية 70 عائلة، لكنها زادت إلى 10000 عائلة في عهد الشاه عباس الأول بسبب الدعم الهائل الذي قدمه لأبناء غازي سلطان، نياز وأغا خان مقدم [الإنجليزية]. في عام 1609، نصب الشاه عباس الأول آغا خان مقدم حاكمًا لمراغة، وهو المنصب الذي احتفظ به المقدمون في الغالب حتى عام 1925.  
في عهد الأسرة القاجارية (1779-1925)، أدار حكام المقدمين مدينة مراغة بنفس الطريقة التي أدارها القاجار في إيران. على مدى خمسة أجيال، تمكن المقدمون من التمتع باستقلالية كبيرة عن الحكومة المركزية.
بعد صعود رضا شاه البهلوي، دُمجَت السلطة الإقليمية في الحكومة الوطنية، وبالتالي فقد المقدمون مكانتهم حكامًا إقليميين يتمتعون بالحكم الذاتي. انضم أبرز أعضاء المقدم إلى النخبة الوطنية، لكن نفوذهم في الشؤون السياسية الإقليمية بدأ يتضاءل. وعلى الرغم من ذلك، ظلت تعيينات رضا شاه في الإدارة الإقليمية خاضعة بشكل كبير لتأثير عائلة المقدمين وعائلات أخرى من النخبة الأرستقراطية والتجارية، الذين دعموا حكومته وشاركوا فيها.
تقول المؤرخة ماري جو ديلفيكيو جود، في كتابها عام 1977، إن "المقدمين الذين بقوا في مراغة ما زالوا أثرياء للغاية، لكنهم فقدوا الكثير من مكانتهم إلى جانب قراهم وأدوارهم السياسية".

## الحكام
وكان من بين حكام مراغة المعروفين:
- آغا خان مقدم [الإنجليزية] (1609–1625) [4]
- غازي سلطان (1625–1648) [4]
- عبد الغفار خان (1694–1695) [4]
- أحمد خان مقدم [الإنجليزية] (؟–1830) [8]
- حسين باشا خان (1830–1848) [9]
- إسكندر خان (أواخر 1848 - أواخر تسعينيات القرن التاسع عشر) [10]
- صمد خان شجاع الدولة (أواخر تسعينيات القرن التاسع عشر - 1911) [11]
- إسكندر خان صدر نصر (1911–1925) [5]